# Heinrich Engels
Heinrich Engels (* 30. Oktober 1872 in Köln-Ehrenfeld; † 3. Dezember 1943) war Offizial im Erzbistum Köln.
Am 10. August 1897 in Köln zum Priester geweiht, wurde er am 30. August 1897 Kaplan in Ratingen. Seit dem 2. August 1902 Rektor und ab dem 5. Januar 1904 Pfarrer in Köln-Humboldt, wurde er am 1. Juni 1908 Pfarrer an St. Marien in Mülheim/Ruhr, von wo aus er am 18. April 1919 als Pfarrer an das Quirinusmünster nach Neuss ging.
Erzbischof Karl Joseph Schulte ernannte ihn am 22. April 1921 zum Subregens des Kölner Priesterseminares und Professor für Sakramentenpastoral und Seelsorgeeinführung, was er dann bis zum Frühjahr 1929 blieb. Er wurde Prosynodalexaminator und 1922 auch Prosynodalrichter sowie am 22. Januar 1923 Domkapitular in Köln. Seit dem 6. Mai 1929 auch Generalvikariatsrat, erhielt er am 25. Oktober 1929 die Ernennung zum Untersuchungsrichter in Disziplinarsachen beim Erzbischöflichen Offizialat.
Am 25. April 1931 zum Päpstlichen Hausprälaten erhoben, ernannte ihn der Erzbischof am 24. November 1937 zum Offizial, was er bis zu seinem Tode blieb. Sein Grab befindet sich auf dem Klosterfriedhof Marienthal bei Hamm/Sieg.
Siehe auch: Liste der Kölner Offiziale, Liste der Kölner Domherren, Liste der Kölner Generalvikare, Liste der Kölner Domdechanten, Liste der Kölner Dompröpste